# مقدمات حرب العراق

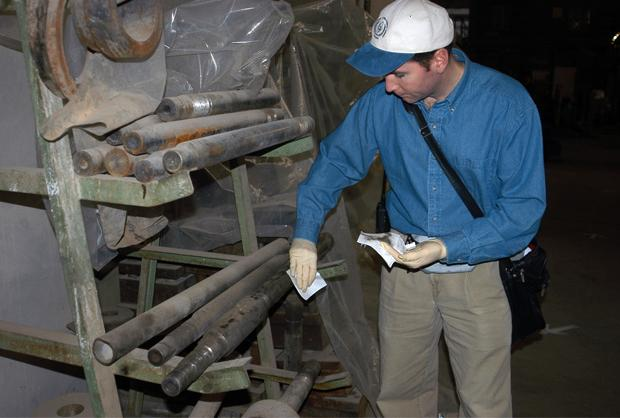
مفتش أسلحة تابع للأمم المتحدة في العراق

بدأت الفترة التي سبقت حرب العراق (أي غزو العراق عام 2003 والأعمال العدائية اللاحقة) بقرار مجلس الأمن التابع للأمم المتحدة رقم 687 وما تلاه من مفتشي الأسلحة التابعين للأمم المتحدة داخل العراق. وشهدت هذه الفترة أيضًا أعمالا عدائية منخفضة المستوى بين العراق والتحالف الذي تقوده الولايات المتحدة من 1991 إلى 2003.
في أعقاب حرب الخليج كانت وجهة نظر السياسة الخارجية الأمريكية السائدة تجاه العراق هي وجهة نظر الاحتواء. ومع ذلك، خلال تسعينات القرن العشرين برزت وجهة النظر التي دافع عنها بشكل بارز المحافظون الجدد، بأن تهديد نظام صدام حسين لا يمكن معالجته إلا من خلال تغيير النظام وإرساء الديمقراطية. بعد هجمات الحادي عشر من سبتمبر، تشكل إجماع في السياسة الخارجية لصالح تغيير النظام.

## 1991_2000: مفتشو الامم المتحدة ومناطق حظر الطيران وجماعات المعارضة العراقية
بعد حرب الخليج الثانية عام 1991 وكجزء من اتفاقية وقف إطلاق النار نص قرار مجلس الأمن التابع للأمم المتحدة رقم 687 على وقف برامج الصواريخ العراقية الكيماوية والبيولوجية والنووية والبعيدة المدى وتدمير جميع هذه الأسلحة تحت سيطرة اللجنة الخاصة للأمم المتحدة. كان مفتشو الأسلحة التابعون للأمم المتحدة داخل العراق قادرين على التحقق من تدمير كمية كبيرة من مواد أسلحة الدمار الشامل، لكن القضايا الجوهرية ظلت دون حل في عام 1998 عندما غادر المفتشون العراق بسبب اعتقاد رئيس اللجنة الخاصة آنذاك ريتشارد باتلر بأن الولايات المتحدة والمملكة المتحدة مقدمتان على عمل عسكري كان وشيكا. بعد وقت قصير من انسحاب المفتشين شنت الولايات المتحدة والمملكة المتحدة حملة قصف استمرت أربعة أيام في العراق. كما أصدر الكونغرس الأمريكي والرئيس الأمريكي بيل كلينتون خلال هذه الفترة قرارًا يدعو إلى تغيير النظام في العراق.
بالإضافة إلى عمليات التفتيش التي تقوم بها الأمم المتحدة، انخرطت الولايات المتحدة والمملكة المتحدة (إلى جانب فرنسا حتى عام 1998) في نزاع منخفض المستوى مع العراق من خلال فرض مناطق حظر طيران في شمال وجنوب العراق غير مفوضة من قبل الأمم المتحدة. عُرفت هذه باسم عملية توفير الراحة وعملية توفير الراحة 2 ثم تلتها عملية المراقبة الشمالية في كردستان العراق في الشمال وعملية المراقبة الجنوبية في الجنوب، واعتبرتها الحكومة العراقية انتهاكًا لسيادة العراق. تكثفت هذه التحليقات قبل عام واحد من بدء حرب العراق عندما بدأت الولايات المتحدة عملية التركيز الجنوبي من أجل تعطيل هيكل القيادة العسكرية في العراق قبل الغزو.

### جماعات المعارضة العراقية في الخارج
بعد حرب الخليج عام 1991 وقع الرئيس الأمريكي جورج بوش الأب على قرار رئاسي يوجه وكالة المخابرات المركزية لتهيئة الظروف لإزاحة صدام من السلطة في مايو 1991. كان تنسيق الجماعات المناهضة لصدام عنصرًا مهمًا في هذه الاستراتيجية، وكان المؤتمر الوطني العراقي بقيادة أحمد الجلبي هو المجموعة الرئيسية المكلفة بهذا الغرض. يقال إن اسم المؤتمر الوطني صاغه خبير العلاقات العامة جون ريندون (من وكالة مجموعة رندون (Rendon)) وتلقت المجموعة الملايين من التمويل السري في التسعينات، ثم حوالي 8 ملايين دولار سنويًا في التمويل الصريح بعد تمرير قانون تحرير العراق في 1998. جماعة معارضة أخرى هي حزب الوفاق الوطني العراقي الذي لا يزال له نفوذ في الحكومة العراقية الحالية من خلال زعيمه إياد علاوي.

### التدخل الرئاسي
في أواخر أبريل 1993 أكدت الولايات المتحدة أن صدام حسين حاول اغتيال الرئيس السابق جورج بوش الأب أثناء زيارته للكويت في 14-16 أبريل. في 26 يونيو وبناءً على أمر من الرئيس كلينتون آنذاك، شنت السفن الحربية الأمريكية المتمركزة في الخليج العربي والبحر الأحمر هجوماً بصواريخ كروز على مبنى المخابرات العراقية في وسط بغداد رداً على مؤامرة العراق لاغتيال الرئيس السابق جورج بوش الأب. أطلع كلينتون الرئيس المنتخب جورج دبليو بوش في ديسمبر 2000 معربا عن أسفه لأن الأشخاص الذين يعتبرهم أخطر شخصين في العالم، بما في ذلك صدام حسين، ما زالوا على قيد الحياة وأحرار. وحذر بوش من أن صدام حسين «سيسبب لك عالما من المشاكل».
قال وزير الخزانة في عهد بوش بول أونيل إن أول اجتماعين لبوش في مجلس الأمن القومي تضمنا مناقشة غزو العراق. وتلقى مواد إعلامية بعنوان «خطة لعراق ما بعد صدام» والتي تصور قوات حفظ السلام ومحاكم جرائم الحرب وتقسيم ثروة العراق النفطية. وثيقة البنتاغون المؤرخة في 5 آذار (مارس) 2001 كانت بعنوان «متعهدون أجانب لعقود حقول النفط العراقية»، وتضمنت خريطة للمناطق المحتملة للتنقيب.
في أبريل 2002 كتب كولن باول إلى بوش لإبلاغه أن توني بلير مستعد لدعم غزو العراق وسيقدم المزيد من النصائح فيما يتعلق «بالخطوط الاستراتيجية والتكتيكية والشؤون العامة» خلال زيارة بلير المقبلة لكروفورد.

## فرق قسم الأنشطة الخاصة
كانت فرق قسم الأنشطة الخاصة بوكالة المخابرات المركزية (SAD) أول القوات الأمريكية التي تدخل العراق في يوليو 2002 قبل الغزو الأمريكي. وبمجرد وصولهم إلى الأرض استعدوا لوصول القوات الخاصة للجيش الأمريكي لاحقًا لتنظيم البشمركة الكردية. هذا الفريق المشترك (المسمى عنصر اتصال شمال العراق) اجتمع لهزيمة أنصار الإسلام، حليف القاعدة، في الركن الشمالي الشرقي من العراق. كانت هذه المعركة للسيطرة على منطقة احتلتها أنصار الإسلام وتم تنفيذها قبل الغزو. تم تنفيذه من قبل ضباط العمليات شبه العسكرية من وكالة المخابرات المركزية ومجموعة القوات الخاصة العاشرة بالجيش. كانت هذه المعركة هزيمة كبيرة لمنظمة إرهابية رئيسية واكتشاف منشأة أسلحة كيماوية في سرغات. كانت سرغات هي المنشأة الوحيدة من نوعها التي تم اكتشافها في حرب العراق.
قامت فرق وكالة المخابرات المركزية أيضًا بمهام خلف خطوط العدو لتحديد أهداف القيادة. أدت هذه المهام إلى الضربات الأولية ضد صدام حسين وجنرالاته. على الرغم من أن الضربة ضد صدام لم تنجح في قتله، إلا أنها نجحت في إنهاء قدرته على القيادة والسيطرة على قواته. كانت الضربات الأخرى ضد جنرالاته ناجحة وأدت إلى تدهور كبير في قدرة القيادة على الرد والمناورة ضد قوة الغزو التي تقودها الولايات المتحدة. كما نجح ضباط عمليات وكالة المخابرات المركزية في إقناع كبار ضباط الجيش العراقي بتسليم وحداتهم بمجرد بدء القتال.
رفضت تركيا السماح للجيش الأمريكي بدخول شمال العراق. لذلك كانت الفرق المشتركة بين القوات الخاصة والجيش السوري والبشمركة الكردية هي القوة الشمالية بكاملها ضد صدام. لقد تمكنوا من الإبقاء على جيش صدام في مكانه بدلاً من تحريك الجيش الشمالي لمواجهة قوة التحالف بقيادة الولايات المتحدة القادمة من الجنوب. من المحتمل أن جهود الأكراد ووكالة المخابرات المركزية والقوات الخاصة العاشرة مع الأكراد قد أنقذت حياة العديد من القوات الأمريكية وقوات التحالف أثناء الغزو وبعده. كما وصف مايك تاكر وتشارلز فاديس في كتابهما المعنون «عملية فندق كاليفورنيا: الحرب السرية داخل العراق»، تم منح أربعة من هؤلاء ضباط وكالة المخابرات المركزية نجمة المخابرات لأعمالهم البطولية.

## تقييم الكونغرس للحاجة إلى الحرب
ترأس السناتور بوب جراهام لجنة مجلس الشيوخ المختارة للاستخبارات في عام 2002، عندما صوت الكونغرس على قرار حرب العراق. لقد أدرك لأول مرة أهمية العراق في فبراير 2002 عندما كان الجنرال. أخبره تومي فرانكس أن إدارة بوش اتخذت القرار بالبدء في تقليل التركيز على أفغانستان من أجل الاستعداد للعراق. في سبتمبر اجتمعت لجنة الاستخبارات في مجلس الشيوخ مع جورج تينيت مدير وكالة المخابرات المركزية، وطلب جراهام إجراء تقدير استخباراتي وطني (NIE) بشأن العراق. ورد تينيت بالقول "لم نقم قط بتقدير للاستخبارات الوطنية بشأن العراق بما في ذلك أسلحة الدمار الشامل". وقاوموا طلب تزويد الكونغرس بواحد. وشدد جراهام على أن "هذا هو أهم قرار نتخذه كأعضاء في الكونجرس ومن المرجح أن نتخذه الشعب الأمريكي في المستقبل المنظور. نريد أن يكون لدينا أفضل فهم لما نحن على وشك الانخراط فيه ". رفض تينيت إعداد تقرير عن المرحلة العسكرية أو مرحلة الاحتلال، لكنه وافق على مضض على إجراء تقرير الاستخبارات الوطنية بشأن أسلحة الدمار الشامل. ووصف جراهام اجتماع لجنة المخابرات في مجلس الشيوخ مع تينيت بأنه "نقطة تحول في موقفنا تجاه تينيت وفهمنا لكيفية خضوع مجتمع المخابرات لرغبات الإدارة. لم تكن الإدارة تستخدم المعلومات الاستخباراتية لإبلاغ حكمهم. كانوا يستخدمون المعلومات الاستخباراتية كجزء من حملة علاقات عامة لتبرير حكمهم.
صوت الكونغرس لدعم الحرب على أساس تقدير استخباراتي وطني قدّمه تينيت في أكتوبر 2002. ومع ذلك، خلص «تقرير لجنة المخابرات بمجلس الشيوخ حول استخبارات ما قبل الحرب» من الحزبين، والذي صدر في 7 يوليو / تموز 2004، إلى أن النتائج الرئيسية في تقرير الاستخبارات القومية لعام 2002 إما مبالغ فيها أو لا تدعمها المعلومات الاستخباراتية الفعلية. كما وجد تقرير مجلس الشيوخ أن مجتمع الاستخبارات الأمريكي يعاني من «ثقافة مؤسسية محطمة وسوء إدارة» نتج عنها تقدير استخباراتي وطني كان خاطئًا تمامًا من جميع النواحي تقريبًا.